# وتوی جیبی
وتوی جیبی (انگلیسی: Pocket veto) یا وتوی خودکار یک رویه تقنینی است که به یک رئیس‌جمهور یا دیگر مقامات دارای قدرت وتو اجازه می‌دهد با بی عملی (به جای انجام وتو) از این قدرت استفاده کنند. بی‌توجهی به آن قانون، مشابه گذاشتن آن در جیبشان، باعث شده به آن وتوی جیبی گفته شود.

## آمریکا
وتوی جیبی وقتی رخ می‌دهد که قانونی به این دلیل تبدیل به قانون نشود که رئیس جمهور نه آن را امضا کند، نه در بازهٔ ۱۰-روزه آن را به کنگره برگرداند، چرا که کنگره در حال برگزاری نشست‌هایش نباشد. اصل ۱، بخش ۷ قانون اساسی ایالات متحده آمریکا اظهار می‌دارد:
اگر لایحه‌ای پس از ارائه به رئیس جمهوری ظرف مدت ده روز (بدون احتساب یکشنبه‌ها) توسط وی اعاده نگردد، لایحه امضا شده تلقی خواهد شد و به صورت قانون در خواهد آمد، مگر اینکه کنگره طی دوره فترت از ارجاع آن امتناع ورزد که در این حالت، لایحه به صورت قانون در نخواهد آمد.
قانون اساسی بازه زمانی رئیس جمهور برای تصمیم‌گیری در خصوص امضا یا بازگردانی هر قانون را به ده روز (به استثنای یکشنبه‌ها) در زمانی که کنگره در حال برگزاری است محدود می‌کند.
اگر قانونی زمانی وتوی جیبی شود که کنگره در حال برگزاری نیست، تنها راه کنگره برای دور زدن وتوی جیبی طرح مجدد قانون به عنوان طرح جدید، تصویب آن در هر دو مجلس و ارائهٔ مجدد آن به رئیس جمهور برای امضا است.